# Ischnoptera linguiforma
Ischnoptera linguiforma es una especie de cucaracha del género Ischnoptera, familia Ectobiidae. Fue descrita científicamente por Roth en 2001.
Habita en Bolivia.